# Eucereon metathoracica
Eucereon metathoracica là một loài bướm đêm thuộc phân họ Arctiinae, họ Erebidae.